# 英和 (卸売業)
英和株式会社（えいわ、英: EIWA CORPORATION）は、大阪市西区に本店・本社を置く計測・制御機器中心の技術専門商社。東証スタンダード上場。

## 沿革
- 1947年 大阪市西区にて阿部英三郎が個人経営で英和商店を創業し、航海計器・発動機部品の販売開始。
- 1948年 株式会社に改組。英和精器株式会社として設立。
- 1951年 圧力計等の販売開始。
- 1952年 直接需要家向販売会社として英和精工株式会社設立。
- 1952年 大阪府知事より計量器販売許可を受ける。
- 1956年 自社製品の製造を目的として株式会社双葉製作所（現・双葉テック）を設立。
- 1961年 神戸市生田区に神戸営業所を開設。
- 1963年 岡山市に岡山営業所を開設。
- 1964年 広島市に広島営業所を開設。
- 1965年 札幌市に札幌営業所を開設。
- 1967年 福岡市に福岡営業所を開設。
- 1970年 英和精工株式会社を吸収合併し、英和精工株式会社に商号変更。
- 1977年 横浜市に横浜営業所を開設。
- 1980年 一般建設業の大阪府知事許可を取得。
- 1987年 英和株式会社に商号変更。
- 1989年 大阪証券取引所の市場第二部特別指定銘柄（新二部）に株式上場。
- 1993年 新本社事務所を建設、本社所在地を「大阪市西区北堀江四丁目6番6号」から「同市西区北堀江四丁目1番7号」に移転。
- 1996年 大阪証券取引所上場規程の一部改正に伴い市場第二部銘柄に指定。
- 1998年 現連結子会社の株式会社双葉製作所の商号を双葉テック株式会社に変更し、また、双葉テック株式会社の本社工場所在地を大阪市西成区から大阪府堺市に移転。
- 2001年 従来仕入先であったアイコン株式会社の株式全株を取得し、連結子会社とする。
- 2003年 卸販売を主体とした連結子会社エラン株式会社を設立し、一部の業務を委託する。
- 2003年 三井物産マシナリー株式会社の営業の一部を譲り受ける。
- 2004年 国際営業部を設立。
- 2004年 中華人民共和国上海市に上海駐在員事務所を開設。
- 2005年 ISO14001認証取得。
- 2005年 室蘭市に室蘭営業所を開設。
- 2006年 ISO9001認証取得。
- 2006年 英和双合儀器商貿（上海）有限公司の営業開始。
- 2007年 高崎市に群馬営業所を開設。
- 2008年 東京本社所在地を「東京都品川区西五反田一丁目30番2号」から「同区西五反田一丁目31番1号」に移転。
- 2008年 連結子会社双葉テック（株）が連結子会社アイコン（株）を吸収合併。
- 2024年 東京本社をアートヴィレッジ大崎セントラルタワーに移転予定[2][3]。

## 事業所
- 本店・大阪本社 大阪府大阪市西区北堀江四丁目1番7号
- 東京本社 東京都品川区西五反田一丁目31番1号（日本生命五反田ビル10F）
- 営業所 27営業所（札幌、室蘭、つくば、日立、鹿島、千葉、宇都宮、群馬、さいたま、仙台、新潟、上越、神奈川、静岡、北陸、名古屋、四日市、京滋、神戸、姫路、岡山、高松、広島、徳山、大分、福岡、熊本）
- 出張所 6出張所（秋田、六ヶ所、和歌山、新居浜、福山、長崎）

## 関係会社
いずれも100%出資の連結子会社である。
- 双葉テック株式会社 - 大阪府堺市西区
- 東武機器株式会社 - 宮城県仙台市青葉区
- 英和双合儀器商貿（上海）有限公司 - 中国・上海